# کاپیتاو اندراده
کاپیتاو اندراده (به پرتغالی: Capitão Andrade) یک منطقهٔ مسکونی در برزیل است که در میناز ژرایس واقع شده‌است. کاپیتاو اندراده ۵٬۵۱۴ نفر جمعیت دارد.